# Cnemidocarpa tinaktae
Cnemidocarpa tinaktae is een zakpijpensoort uit de familie van de Styelidae. De wetenschappelijke naam van de soort is voor het eerst geldig gepubliceerd in 1918 door Van Name.